# Thank You! (岩崎宏美の曲)
「Thank You!」（サンキュー）は、2014年5月21日にリリースされた岩崎宏美の66枚目のシングル。

## 解説
- デビュー39周年のサンキュー・イヤーを記念して、ファンと盛り上がれる曲として制作された。また、朝日放送系旅番組「朝だ!生です旅サラダ」のエンディングテーマとして使用された。
- カップリング曲の「歌になりたい」は、揖保乃糸のCMソングとして使用された。

## 収録曲
1. Thank You!
作詞・作曲・編曲：斎藤誠
2. 歌になりたい
作詞：遠藤幸三／作曲：野井洋児／編曲：上杉洋史
3. Thank You!（オリジナル・カラオケ）
4. 歌になりたい（オリジナル・カラオケ）